# Ladislav Fouček
Ladislav Fouček (* 10. Dezember 1930 in Prag; † 4. Juli 1974 in München) war ein tschechischer Radrennfahrer und nationaler Meister im Radsport.

## Sportliche Laufbahn
Seine größten sportlichen Erfolge errang Fouček bei den Olympischen Sommerspielen 1956 in Melbourne. Sowohl im 1000-Meter-Zeitfahren als auch im Tandemrennen mit Václav Machek gewann er die Silbermedaille. Im Sprint wurde er mit drei weiteren Fahrern als Fünfter  klassiert. Auch bei den Spielen 1952 in Helsinki war er bereits am Start und wurde dort 12. im 1000-Meter-Zeitfahren. Fouček wurde in den Jahren 1954, 1956, 1957 tschechischer Meister im Sprint. Die Meisterschaft im 1000-Meter-Zeitfahren gewann er 1954, 1956 und 1960. Dagegen konnte er im Tandemrennen keinen Titel gewinnen, 1960 stand er zwar mit seinem Partner Jan Pokorný im Finale, dieses wurde aber wegen starker Regenfälle nicht mehr ausgetragen. 1952 gewann er mit der Mannschaft von ATK Prag den Titel in der Mannschaftsverfolgung, 1953 wurde er mit dem Team UDA Prag Titelträger. Das zu seiner Zeit bedeutendste Sprinterturnier in Tschechien, den Grand Prix Framar (tschechisch Velká cena Framaru), gewann er von 1952 bis 1956.
Fouček übersiedelte später in die Bundesrepublik Deutschland, wo er auch 1974 starb.